# Мала Руясола
Мала Руясо́ла (рос. Малая Руясола, марій. Изи Руясола) — присілок у складі Совєтського району Марій Ел, Росія. Входить до складу Кужмаринського сільського поселення.

## Населення
Населення — 17 осіб (2010; 9 у 2002).
Національний склад (станом на 2002 рік):
- марі — 100 %